# European Space Research and Technology Centre
European Space Research and Technology Centre (ESTEC) to ośrodek Europejskiej Agencji Kosmicznej położony w Noordwijk w Holandii założony w roku 1968. W ESTEC prowadzone są główne prace nad projektowaniem nowych misji kosmicznych, testowaniem technologii kosmicznych oraz testowaniem gotowych satelitów i ich komponentów. W ESTEC pracuje ok. 2500 inżynierów, techników oraz naukowców.
Przy ESTEC funkcjonuje Space Expo – stała wystawa dotycząca eksploracji kosmosu.

## Zadania[1]
- Opracowywanie misji kosmicznych ESA i zarządzanie nimi
- Zapewnienie wszystkich kompetencji menedżerskich i technicznych oraz urządzeń potrzebnych do inicjowania i zarządzania rozwojem systemów kosmicznych i niezbędnych technologii.
- Prowadzenie centrum testów środowiskowych dla obiektów kosmicznych, wraz z pomocniczymi laboratoriami inżynierskimi specjalizującymi się w inżynierii systemowej, w poszczególnych komponentach, w inżynierii materiałowej, oraz pracą w ramach sieci innych ośrodków i laboratoriów.
- Wspieranie europejskiego przemysłu kosmicznego i ścisła współpraca z innymi organizacjami, takimi jak uniwersytety, instytuty badawcze i agencje krajowe z państw członkowskich ESA, a także współpraca z agencjami kosmicznymi na całym świecie.

## Historia[2]

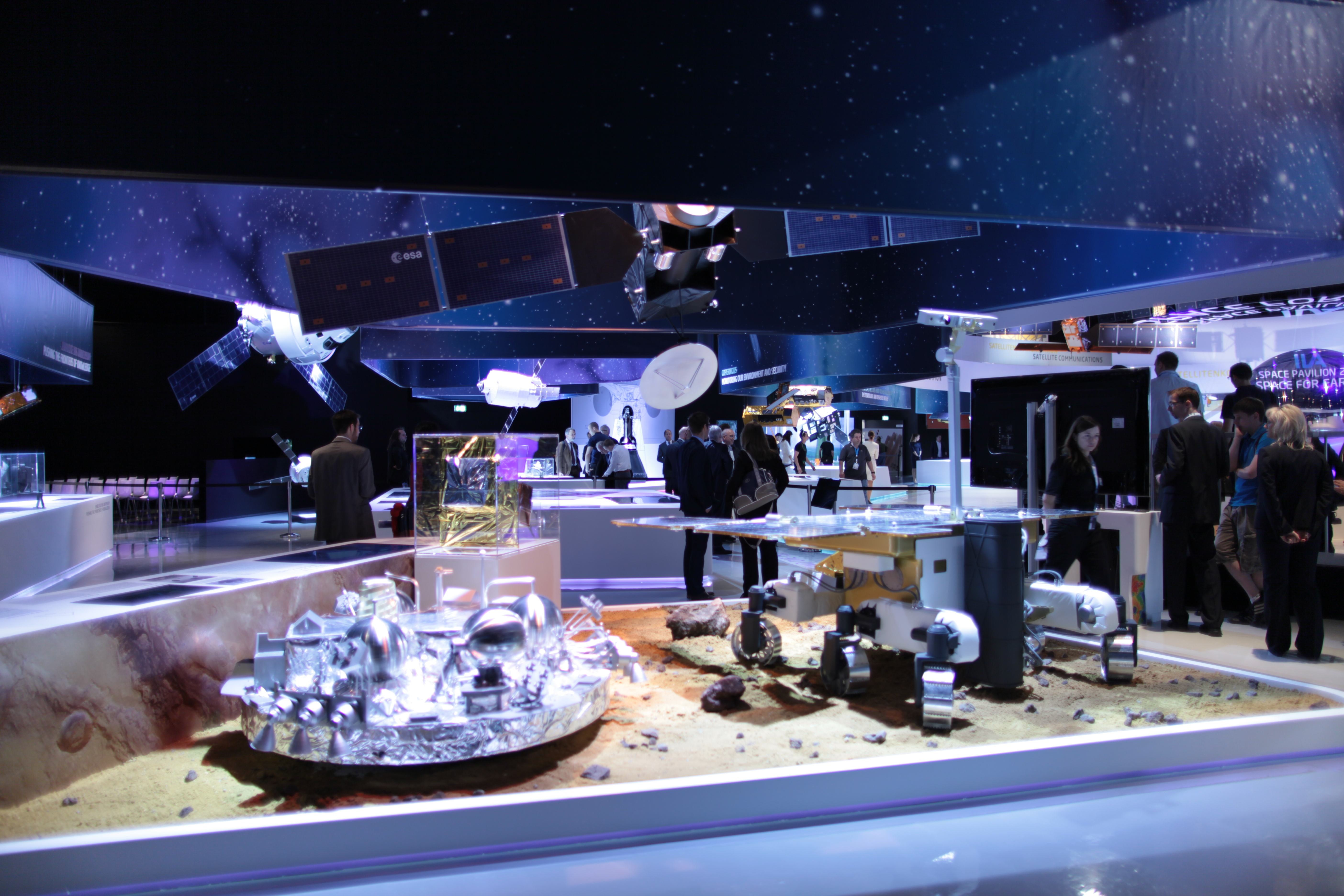
Modele lądownika oraz łazika programu w ESTEC, 2014

ESTEC został utworzony w roku 1968 i był głównym ośrodkiem Europejskiej Organizacji Badań Kosmicznych. Do zadań ESTEC od początku istnienia należało projektowanie oraz testowanie satelitów, ich ładunków użytecznych, integracja urządzeń badawczych na satelitach, przygotowania do ich wyniesienia w kosmos. W latach 70. rozwój infrastruktury testowej ESTEC pozwolił na testowanie elementów rakiety nośnej Ariane-1 oraz na rozwijanie coraz większych satelitów - takich jak pierwsze satelity geostacjonarne ESA - Meteosat, ORS oraz IUE służące odpowiednio do celów meteorologicznych, telekomunikacyjnych oraz do obserwacji astronomicznych. W latach 80. w ESTEC testowano m.in. elementy teleskopu Hubble'a, satelitę Hipparcos czy satelitę ExoSat. Rozbudowano infrastrukturę badawczą – m.in. instalację ciekłego azotu do symulatora przestrzeni kosmicznej. W latach 90. w ESTEC testowano m.in. moduł Columbus Międzynarodowej Stacji Kosmicznej, owiewkę rakiety Ariane 4, satelity ERS-2, Envisat, Artemis, XMM-Newton czy ISO. W latach dwutysięcznych w ESTEC testowano m.in. satelity GOCE, SMOS czy Planck, a także sondę kosmiczną Rosetta. Rozwijano technologie na potrzeby misji Bepi-Colombo. W latach 10. XXI w. w ESTEC rozwijano satelity LISA Pathfinder, Gaia oraz satelity systemu nawigacyjnego Galileo. Wykonywano usługi dla przemysłu lotniczego, m.in. test kadłuba samolotu Airbus A319. 

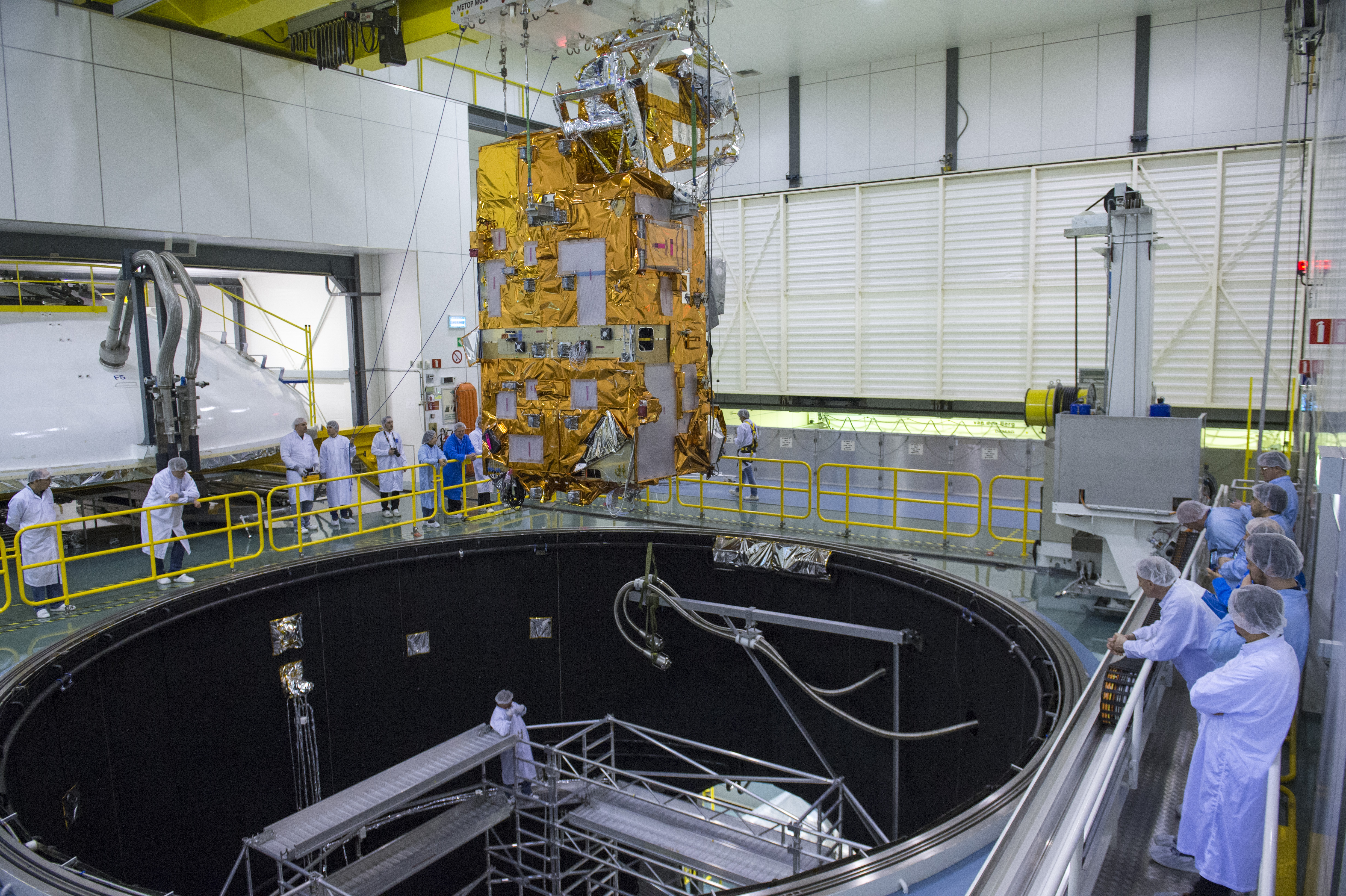
Moduł ładunku użytecznego satelity MetOp-C w trakcie umieszczania w Large Space Simulator, 2017